# Yeouido (métro de Séoul)
Yeouido (en coréen : 여의도역) est une station, de correspondance, de la ligne 5 et la ligne 9 du métro de Séoul. Elle est située, 3 Yeouido-dong et 40 Yeouinaruro, dans l'arrondissement de Yangcheon-gu, à Séoul en Corée du Sud.
Ouverte en 1996 pour la ligne 5 et en 2009 pour la ligne 9, elle permet les correspondances entre les rames omnibus de la ligne 5 et les rames omnibus ou express de la ligne 9.

## Situation sur le réseau

Plan du réseau (2023)

## Histoire
La station de passage Yeouido, de la ligne 5 du métro de Séoul est mise en service le 12 août 1996.
Elle devient une station de correspondance lors de la mise en service de la station de la ligne 9 le 24 juillet 2009 lors de l'ouverture à l'exploitation de la première section de la ligne 9, de Gaehwa à Sinnonhyeon,.

## À proximité
Elle est située à proximité du parc écologique Yeouido Saetgang.